# 夜詩江
株式会社夜詩江（よしえ）は、日本の芸能事務所。所在地は東京都世田谷区。代表取締役社長は古屋夜詩江。
一般社団法人日本モデルエージェンシー協会会員。

## 概要
- 外国人モデル事務所として設立された。
- 日本人、外国人モデルのマネジメントおよび国外の俳優、スポーツ選手の日本国内におけるエージェント業務を行う。
- 「YOSHIE MODELS」「DIRECT」「SPECIALISTS」の三部門で構成されている。

## 所属者

### YOSHIE MODELS
- Akiko
- Ayaka (小柳綾華)
- [Conny]]
- Elissa
- Kumiko Kudo
- Sae

### YOSHIE SPECIALISTS
- ジミー・コナーズ(元男子プロテニス選手)
- アンナ・イーストエデン(俳優)
- Akiko(フィットネスモデル)
- Sae(フィットネスモデル)